# 遠州鉄道鉄道線
鉄道線（てつどうせん）は、静岡県浜松市中央区の新浜松駅と同市天竜区の西鹿島駅を結ぶ遠州鉄道（遠鉄）の鉄道路線である。遠鉄電車の呼称で展開される同社唯一の鉄道路線であり、「西鹿島線」や「赤電」の愛称がある。

## 概要
数百mから2km弱の短い駅間距離と高頻度運転、近距離における比較的低廉な運賃を特徴とする都市近郊電気鉄道である。全18駅中16駅に交換設備が設置されており、単線ながら毎時上下各5本（早朝深夜を除く）、12分間隔運転を行っている。
2007年（平成19年）秋から駅ナンバリングが導入され、車内の路線図や各駅の駅名標に駅番号が表示されている。番号は新浜松の"01"を基点に、西鹿島の"18"までとなっている。のちに路線記号が付され、"ET01"から"ET18"までとなっているが、数字のみの駅番号も引き続き併用されている。
新浜松駅 - 上島駅間は高架化されている。助信駅 - 上島駅間については2012年（平成24年）11月24日に高架化した。また、同日始発より八幡駅が通勤通学時間帯を除いて無人駅となった。国道152号バイパスと交差する遠州小林駅 - 遠州芝本駅間においても2011年（平成23年）10月13日に高架化された。
全線にわたって平野部を走行するためトンネルはなく、自動車学校前駅、遠州芝本駅付近の地上と高架の境界区間を除き、ほぼ平坦である。自動車学校前駅付近で東名高速道路、遠州岩水寺駅付近で新東名高速道路をくぐり抜ける。沿線は住宅や商店が比較的多い。
自動改札機は導入されていないが、有人駅・無人駅に関わらず全駅に自動券売機が導入されている。詳細は「自動券売機」の節を参照。
時刻表検索システムET-Naviが導入されている。
公式マスコットとして「アカデンジャー」と称するキャラクターが存在し、イベントや公式サイト内で見られる。

### 路線データ
- 路線距離（営業キロ）：17.8 km
- 軌間：1067 mm
- 駅数：18駅（起終点駅含む）
- 複線区間：なし（全線単線）
- 電化区間：全線（直流750 V）
- 閉塞方式：自動閉塞式
- 最高速度:70 km/h[2]
- IC乗車カード対応区間：
  - ナイスパスエリア：全線（但し、全国相互利用サービス対応交通系ICカードは利用不可）

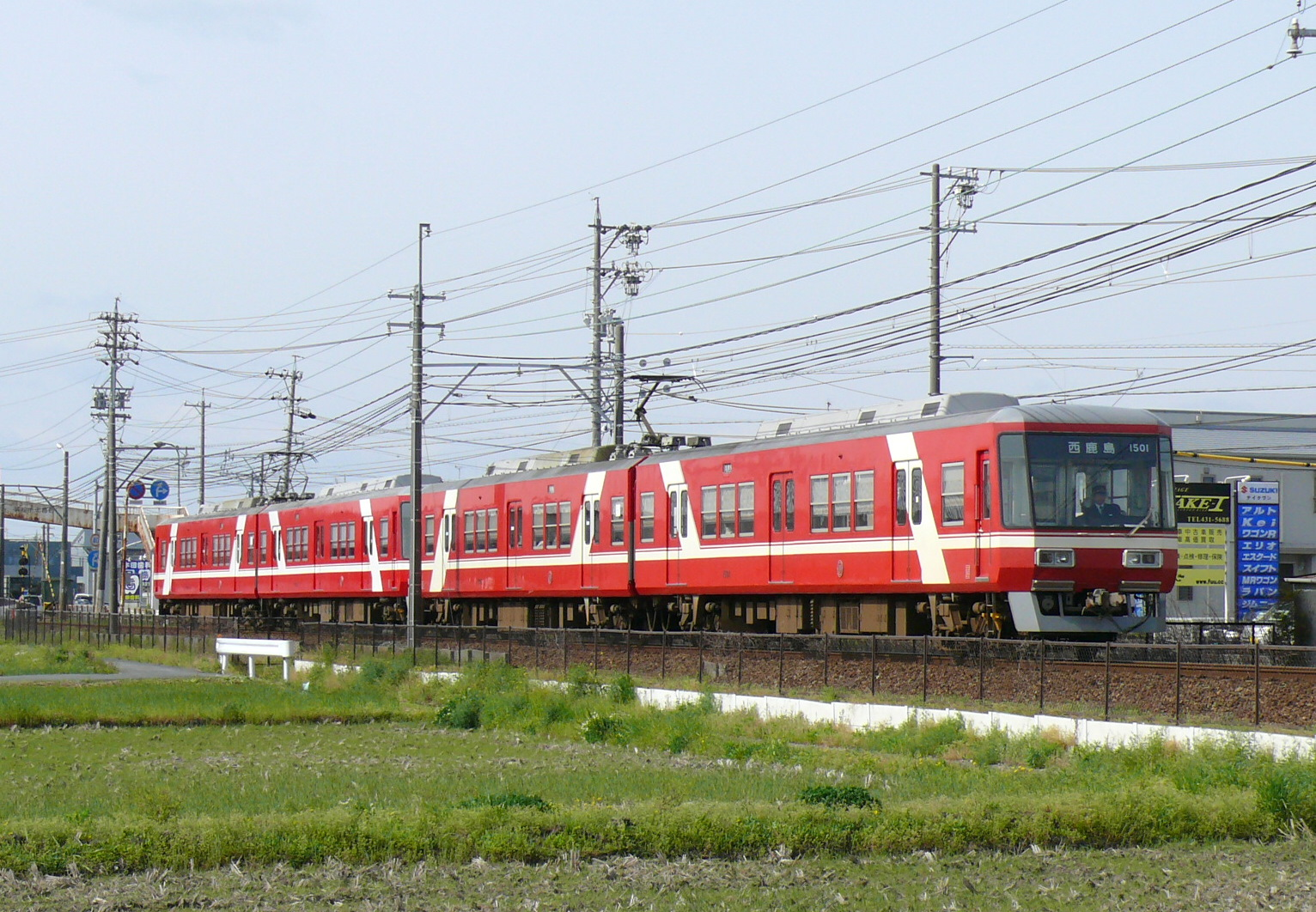
朝ラッシュ時には4両編成の列車が走る。
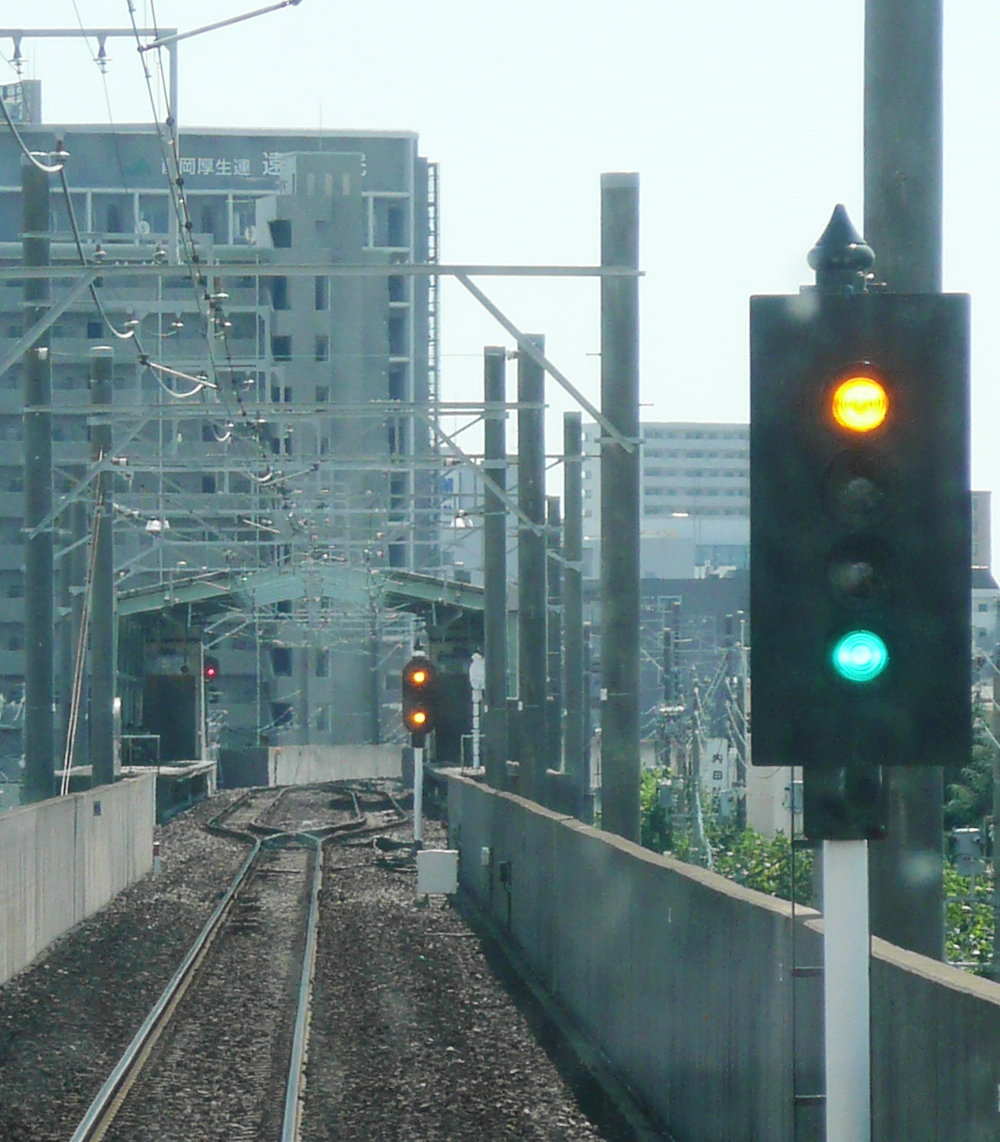
浜松市街地付近で高架化された線路 （八幡駅付近）
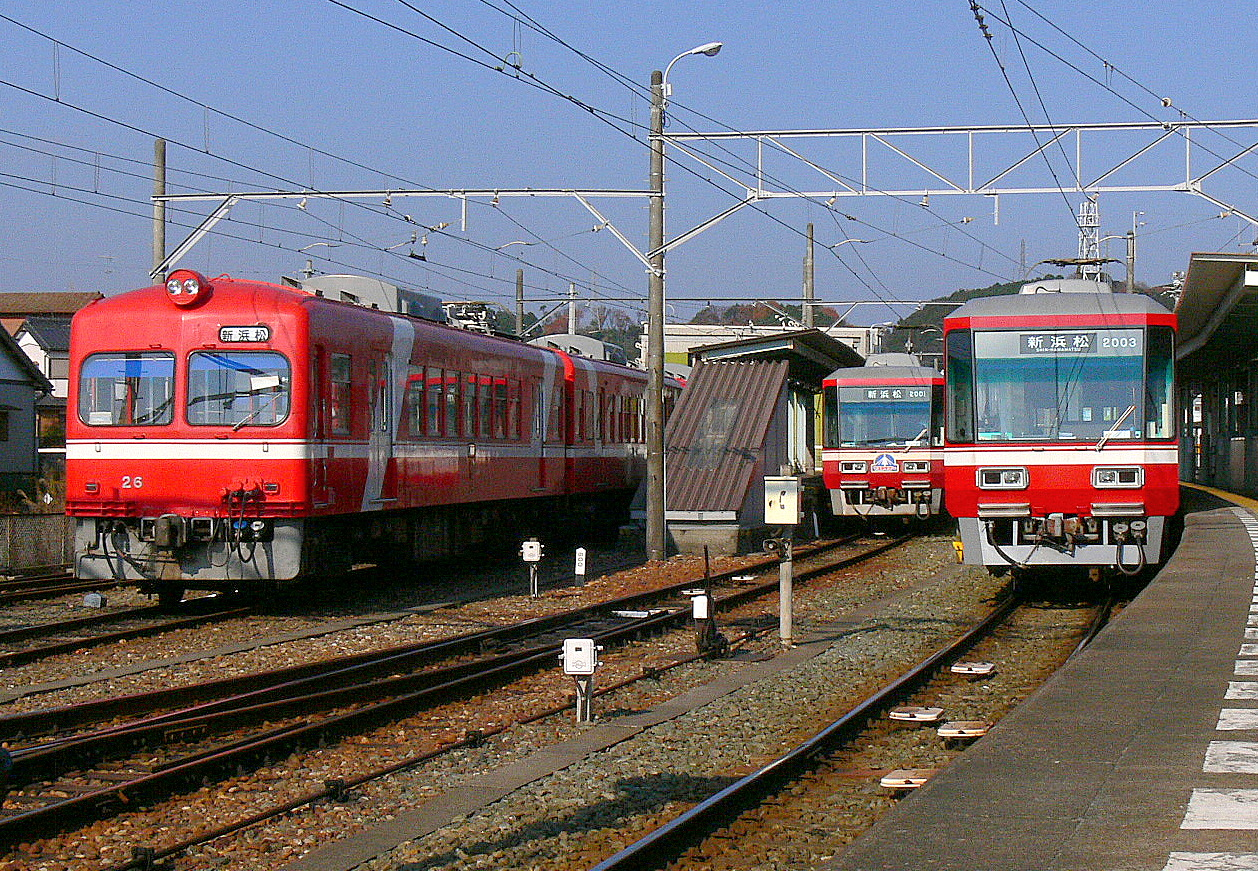
西鹿島駅にて並ぶ電車

## 歴史
- 1909年（明治42年）12月6日：大日本軌道浜松支社が浜松 - 鹿島間を開業。軌間762 mm[5]。
- 1919年（大正8年）10月12日：遠州軌道[6]に譲渡[7]。
- 1921年（大正10年）8月23日：遠州軌道が遠州電気鉄道に社名変更[8]。
- 1923年（大正12年）
  - 4月1日：浜松 - 鹿島間の軌道法に基づく軌道線を廃止し、地方鉄道法に基づく鉄道線[* 1]として遠州浜松[9] - 遠州二俣[9]（現・西鹿島）間を軌間1067 mm・全線電化で開業[9]。
    - 浜松 - 助信間の常盤駅、上島 - 市場間の有玉駅、岩水寺 - 鹿島間の御馬池駅廃止。
    - 浜松駅を遠州浜松駅に、助信駅を遠州助信駅に、島之郷駅を遠州島之郷駅に、上島駅を遠州上島駅（現・上島駅）に、市場駅を遠州市場駅に、共同駅を遠州共同駅に、新村駅を遠州新村駅に、松木駅を遠州松木駅に、西ヶ崎駅を遠州西ヶ崎駅に、小松駅を遠州小松駅に、貴布禰駅を遠州貴布禰駅に、道本駅を遠州道本駅に、新原駅を遠州小林駅に、芝本駅を遠州芝本駅に、岩水寺駅を遠州岩水寺駅に、鹿島駅を遠州二俣駅に改称。

  - 7月3日：浜松 - 鹿島間の軌道線路撤去工事完了。
- 1924年（大正13年）2月1日：遠州馬込 - 遠州浜松間が開業（貨物運輸）[10]。
- 1927年（昭和2年）
  - 9月1日：旭町（のちの新浜松） - 遠州馬込間が開業。
  - 12月24日：北浜（現・美薗中央公園） - 遠州小林間の遠州道本駅廃止。
- 1930年（昭和5年）4月1日：繭市場前駅開業。
- 1935年（昭和10年）2月15日：遠州銀行専用鉄道（遠州貴布禰駅、遠州小松駅間分岐-同行倉庫間、120m、動力電気）廃止届。もともと貨物専用の引込線であったが遠州銀行がそれを譲受けることとし、昭和2年5月2日に免許されたもので運転は遠州電気鉄道に委託していた[11][12]。
- 1937年（昭和12年）頃：遠州芝本駅廃止。
- 1938年（昭和13年）3月1日：遠州二俣駅を移転し0.4 km短縮、西鹿島駅と改称（1940年6月1日に国鉄二俣線（現・天竜浜名湖線）が開業し乗換駅となる）。
- 1943年（昭和18年）11月1日：遠州電気鉄道など6社の合併で遠州鉄道発足。同社の二俣線となる。
- 1946年（昭和21年）11月1日：遠州芝本駅再開業。
- 1947年（昭和22年）5月1日：二俣電車線に改称。
- 1950年（昭和25年）4月26日：北浜 - 遠州小林間に北中駅開業。廃止日不明。
- 1951年（昭和26年）
  - 4月1日：北浜駅開業。
  - 8月1日：繭市場前駅を遠州八幡駅に改称。
  - 11月1日：遠州島之郷駅を遠州曳馬駅（現・曳馬駅）に改称。
- 1953年（昭和28年）
  - 1月8日：急行を運転開始。
  - 8月1日：旭町駅を新浜松駅に改称。
- 1958年（昭和33年）
  - 6月1日：二俣電車線の遠州浜松駅の旅客営業と奥山線の東田町駅を移転統合し遠鉄浜松駅開業。遠州浜松駅は貨物駅とする。
  - 11月1日：遠州鉄道の気動車が国鉄二俣線遠江二俣駅（現・天竜二俣駅）まで直通運転開始。
- 1961年（昭和36年）
  - 5月16日：国鉄二俣線直通運転を遠江森駅（現・遠州森駅）まで延長。
  - 11月21日：架線電圧を600Vから750Vに昇圧。
- 1962年（昭和37年）6月11日：遠州松木駅を積志駅に改称。
- 1964年（昭和39年）11月1日：西鹿島線に改称。
- 1966年（昭和41年）
  - 4月1日：遠州市場駅を自動車学校前駅に、遠州共同駅をさぎの宮駅に改称。
  - 10月1日：国鉄二俣線直通運転廃止。
- 1967年（昭和42年）12月22日：遠州八幡（現・八幡） - 西鹿島間CTC化。
- 1972年（昭和47年）10月1日：さぎの宮駅移転。積志 - さぎの宮間の遠州新村駅を廃止。急行廃止。運転間隔を10分ヘッドにする。
- 1973年（昭和48年）4月1日：運転間隔を10分ヘッドから11分ヘッドに変更。
- 1974年（昭和49年）3月20日：新浜松 - 遠州八幡間CTC化。
- 1976年（昭和51年）4月1日：貨物営業廃止。遠州浜松駅を廃止し遠州浜松信号場に変更。
- 1977年（昭和52年）8月1日：遠州貴布禰駅を浜北駅に、北浜駅を北浜中学校前駅に改称。
- 1979年（昭和54年）
  - 4月：音声合成装置による自動放送とBGMサービスを開始。なおBGMサービスは後に廃止されている。
  - 5月1日：新浜松 - 浜北間の区間列車（1往復）廃止。
- 1980年（昭和55年）：鹿島線に改称し、その後すぐに鉄道線に改称。
  - 12月11日：新浜松 - 助信間の連続立体交差事業による高架化工事着工。
- 1981年（昭和56年）2月4日：新浜松駅が仮駅舎に移転、営業キロ0.1 km短縮。
- 1983年（昭和58年）4月1日 運転間隔を11分ヘッドから12分ヘッドに変更。新浜松 - 西鹿島間の所要時間を43分から40分に短縮。
- 1985年（昭和60年）12月1日：新浜松 - 遠鉄浜松間の高架新線が開業し、遠鉄浜松 - 助信間が高架化[13][14]。第一通り駅新設[14]。遠鉄浜松駅を遠州病院前駅に、遠州八幡駅を八幡駅に、遠州助信駅を助信駅に改称[14]。新浜松 - 西鹿島間の所要時間を40分から36分に短縮。新浜松 - 遠州馬込 - 遠鉄浜松間が廃止され遠州馬込駅でのスイッチバック運転解消[14]。
- 1989年（平成元年）12月15日：プリペイドカード「ETカード」導入。
- 1990年（平成2年）12月1日：遠州芝本駅を南に110m移転し交換可能駅に[15]。新浜松 - 西鹿島間の所要時間を36分から32分に短縮[15]。
- 2002年（平成14年）3月1日：ICカード「EG1CARD」を新浜松・助信の2駅に試験導入。
- 2004年（平成16年）8月20日：ICカード「ナイスパス」を全駅にて本格導入[16]。鉄道・バス共通では全国初[16]。
- 2005年（平成17年）1月20日：「ナイスパス定期券」の発行開始。以後、発売される定期券はすべてナイスパスへ移行。
- 2006年（平成18年）5月31日：この日をもって「ETカード」の販売を終了。
- 2007年（平成19年）
  - 4月1日：遠州総合病院の移転（移転後は遠州病院に改称）にともない、遠州病院前駅を遠州病院駅に改称。
  - 7月31日：この日をもって「鉄道回数券」の販売を終了。これにより販売は普通乗車券と「ナイスパス」の二本立てとなる。
  - 8月1日：北浜中学校前駅を美薗中央公園駅に改称。
- 2010年（平成22年）4月15日：この日をもって「ETカード」の利用を終了。
- 2011年（平成23年）10月13日：遠州小林 - 遠州芝本間1.7 kmのうち1.3 kmを高架化。
- 2012年（平成24年）11月24日：八幡 - 自動車学校前間のうち、上島駅北側の馬込川付近まで高架化。遠州曳馬駅を曳馬駅に、遠州上島駅を上島駅に改称。
- 2025年（令和7年）
  - 3月1日：クレジットカードなどのタッチ決済で乗車可能になる（この時点ではMastercardは利用不可）[17]。
  - 6月11日：クレジットカードなどのタッチ決済にMastercardを追加[18]。

## 運行形態
早朝と深夜を除いて12分間隔で運転されている。全列車が新浜松駅 - 西鹿島駅間を直通する各駅停車での運転で、途中駅を始発・終着とする区間列車の設定はない。かつては急行列車や新浜松駅 - 浜北駅間の区間列車が存在した。なお、ワンマン運転は実施しておらず、全列車に車掌が乗務している｡
通常は2両編成での運転が基本だが、平日の朝夕ラッシュ時の列車は4両編成で運転される。かつては土曜日の朝ラッシュ時の一部の列車でも増結が行われていたが、2017年11月いっぱいをもって行われなくなった。休日でも、浜松まつりや夏季の鹿島の花火などの催し物の時や正月の秋葉山本宮秋葉神社への参拝客輸送などで、多客が見込まれる場合は一部列車が臨時に4両編成に増結されて運転される。また、2017年9月からは毎週金曜及び土曜の新浜松駅発の最終列車も4両編成に増結されている。
始発列車は西鹿島駅5時20分、最終列車は西鹿島駅23時00分発、新浜松駅23時40分発である。毎年11月下旬から12月にかけての忘年会シーズンの毎週金曜日と土曜日には新浜松駅0時00分発西鹿島行きの臨時列車「ミッドナイトトレイン」が通常の最終列車の後に運行される。
新型コロナウイルス感染症の流行の影響による利用者減少から、2020年4月25日から2021年11月30日まで土休日の運行間隔を20分間隔に変更し、2021年1月1日から同年11月30日まで西鹿島駅22時40分発、新浜松駅23時20分発の1往復を運休していた。同年12月1日より西鹿島駅22時40分発と新浜松駅23時20分発の1往復を運転再開、土休日の運行間隔を20分間隔から12分間隔へ戻し、通常ダイヤでの運転を再開。

### 二俣線・天竜浜名湖線への乗り入れ
かつて鉄道線から二俣線（遠江二俣駅まで、後に遠江森駅まで）の乗り入れがキハ800形気動車を用いて行われていた。
1958年11月1日より1日4往復が、遠江二俣駅（現:天竜二俣駅）までの乗り入れを開始。これは相互乗り入れではなく遠州鉄道から国鉄二俣線への片乗り入れであった。その後1961年5月16日に4往復中2往復の乗り入れ区間を遠江森駅（現：遠州森駅）まで延長した。しかし不採算性や車両性能などの問題を理由に1966年9月末に廃止された。
近年になり浜松市の新市建設計画において、天竜浜名湖線（旧：二俣線）の天竜二俣駅（旧：遠江二俣駅）、あるいは両路線の境の西鹿島駅でスイッチバックして気賀駅へ乗り入れる構想が出ている。これは「要検討」ランクに位置づけられている。
これに関して、乗り入れる際に生じる事業費（西鹿島駅の改修・車両購入など）約34億円、年間運営費が6600万円、必要需要量が1日当たり1700人との試算が浜松市から出されている。しかし西鹿島駅の西鹿島線・天竜浜名湖線合算の利用者が3300人あまりであるため赤字が見込まれ、実施可否・方法等を再検討することとなった。
なお、案としては
1. かつての乗り入れ同様遠州鉄道への気動車の導入
2. 西鹿島 - 天竜二俣間の電化
3. 同区間のバスを拡充
4. 接続ダイヤでのピストン便の運行（西鹿島に折り返し設備を設置の上 西鹿島 - 天竜二俣、または既存設備で運行できる宮口 - 天竜二俣）

などが挙げられていた。
現段階では検討結果は出ていないが、案に出ている宮口 - 天竜二俣のピストン便の運行や、西鹿島線と接続するダイヤが実施されており、検討結果が反映されたと言えるが、乗り入れ自体は実施されていない。

## 乗車制度

### 乗車券・金券類

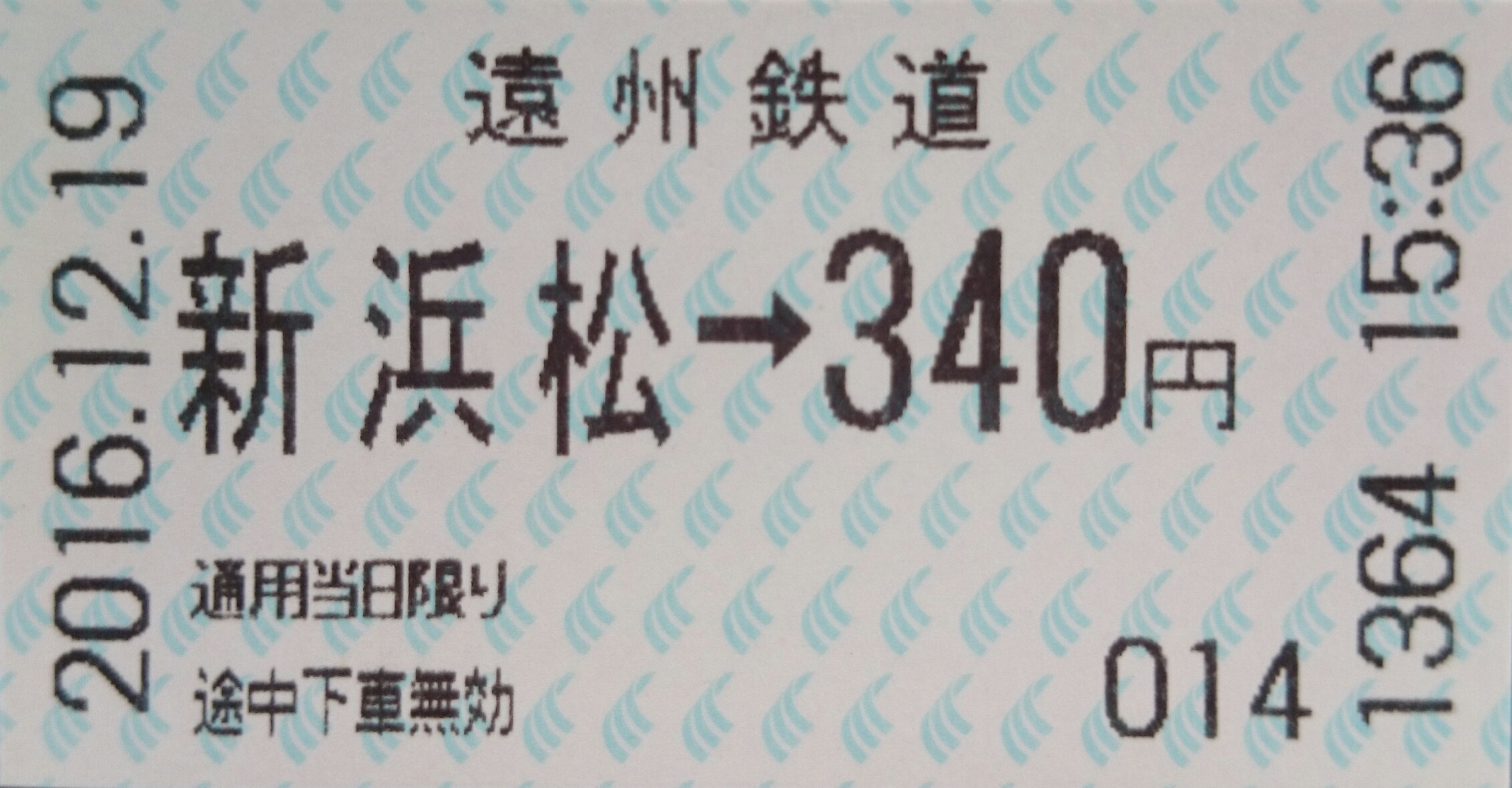
乗車券の例（表面）

紙券用の自動改札機を導入しておらず、同時に自動改札機のある他社線との連絡運輸も行っていないため、磁気式乗車券を用いる必要がなく、裏面が白色の乗車券となっている。有人駅では改札の際、改札鋏が入れられる。
運賃の支払いには現金（乗車券）のほか、遠鉄独自のICカード「ナイスパス」が利用できる。JRや他の私鉄で利用できる交通系ICカード「Suica」「TOICA」「PASMO」などは使用出来ない。
2025年3月1日より、タッチ決済機能付きのクレジットカードなどでの乗車が可能となった。対応のカード会社は、VISA、JCB、American Express、Diners Club、Discover、銀聯カードとなっている。MasterCardは同年6月11日に追加された。
かつて発売していたものとして回数券の「鉄道回数券」（2007年7月末で販売終了）、磁気カードの「ETカード」（2006年5月末で販売終了）があったが、鉄道回数券は発売日から1か月の有効期限到来に伴い、ETカードは2010年4月15日一杯での鉄道線利用終了に伴い現在は使用することができない。
また、定期券については、かつては紙製の定期券であったが、「ナイスパス定期券」に統一されている。

#### 運賃
大人普通旅客運賃（小児半額・10円未満切り上げ）。2024年4月1日改定。
| キロ程       | 運賃（円） |
| ------------ | ---------- |
| 初乗り4.0 km | 160        |
| 4.1 - 5.0    | 190        |
| 5.1 - 6.0    | 220        |
| 6.1 - 7.0    | 250        |
| 7.1 - 8.0    | 270        |
| 8.1 - 9.0    | 310        |
| 9.1 - 10.0   | 330        |
| 10.1 - 11.0  | 350        |
| 11.1 - 12.0  | 380        |
| 12.1 - 13.0  | 400        |
| 13.1 - 14.0  | 420        |
| 14.1 - 15.0  | 450        |
| 15.1 - 16.0  | 470        |
| 16.1 - 17.0  | 490        |
| 17.1 -       | 510        |

### 一日乗車券
- あかでん1日フリーきっぷ - 鉄道線のみで利用できる一日乗車券。
- 遠鉄ぶらりきっぷ - バス・鉄道線全線に通用する。
- 共通1日フリーきっぷ・東ルート - 遠州鉄道線全線、天竜浜名湖鉄道天竜浜名湖線掛川 - 西鹿島間に通用する。
- 共通1日フリーきっぷ・西ルート - 遠州鉄道線全線、天竜浜名湖鉄道天竜浜名湖線新所原 - 天竜二俣間に通用する。
- HAMANAKO RAIL PASS - これのみ3日間有効。鉄道線全線、遠鉄バス全線（e-wing片道区間含む）、天竜浜名湖鉄道全線、浜名湖遊覧船に適用される。2日間有効の「HAMANAKO 2DAYS PASS」もある。2DAYS PASSは外国人観光客を対象として発売開始されたがのちにその制限が撤廃された[26]。

このほか、イベント等の際に鉄道線限定の一日乗車券（大人600円・小児半額）を販売することがある。
これらの切符は有人駅及び鉄道営業所で購入できる。ただし「HAMANAKO RAIL PASS」や「HAMANAKO 2DAYS PASS」は遠州鉄道の鉄道駅窓口での発売はなく、浜松駅バスターミナル（遠鉄バス窓口）や天竜浜名湖鉄道天竜二俣駅・掛川駅・新所原駅などのみで発売。
また、JR東海が発売する「JR東海&16私鉄 乗り鉄☆たびきっぷ」が利用できる。

#### 発売終了
- ワイドフリー乗車券 - 遠鉄バス・鉄道線全線に通用する。遠鉄ぶらりきっぷを代替に廃止[* 2]。
- 遠州路フリー乗車券 - 鉄道線全線と一部エリアを除く遠鉄バスに通用する。遠鉄ぶらりきっぷを代替に廃止[* 3]。
- 遠州ぐるっときっぷ・東ルート - 遠州鉄道線全線、天竜浜名湖鉄道掛川 - 西鹿島間、JR東海道本線掛川 - 浜松間に通用した。3社共同企画。
- 遠州ぐるっときっぷ・西ルート - 遠州鉄道線全線、天竜浜名湖鉄道新所原 - 天竜二俣間、JR東海道本線新所原 - 浜松間に通用した。3社共同企画。
  - 遠州ぐるっときっぷは2010年6月1日発売開始、2012年3月31日発売終了。
- 浜名湖ぐるっとパス - 遠州鉄道線全線、バス浜名湖周辺各区間、天竜浜名湖鉄道一部区間、浜名湖遊覧船に通用した。2009年11月発売開始、2010年3月31日発売終了。

既購入分は有効期限までの任意の1日に利用できる。

### 自動券売機
前述した通り、有人駅・無人駅に関わらず全駅に自動券売機が導入されている。
2006年頃からはタッチパネル式ナイスパス対応券売機が各駅に1台以上設置されており、また、2010年4月まではETカード対応券売機（東芝製）が各駅に1台以上設置されていた。そのため、各駅には最低2台以上の券売機が設置されている。
また、一部の券売機では定期券の更新の機能を備えているが、詳細は「ナイスパス (遠州鉄道)#定期券」を参照のこと。

## 車両

### 自動放送・案内表示
現在全車両に音声合成装置を装備している。ただし、車掌乗務であり、新浜松駅発車後と西鹿島駅発車後は肉声で案内する。
また、1000形以降では2段LED案内表示器が採用されているが、下段には見えるラジオを受信して文字情報が表示される。詳細は、「遠鉄バス#LED表示器」を参照。
なお、これらの機器はバスと共通化されている。
ちなみに、一時期、車内BGMサービスを実施していた。
2015年に増備された2000形2006編成から、車内案内装置が液晶2パネル方式になった。
機器は以下のとおり。
- 系統設定器 - クラリオン製RCA-224-400
- 音声合成装置 - クラリオン製CA-2010
- LED表示器 - クラリオン製CY-2510（遠鉄バスは色違い）

## 利用状況

### 輸送実績
遠州鉄道鉄道線の輸送実績を下表に記す。1985年（昭和60年）以降、乗車人員は増加し、1975年（昭和50年）の輸送量を上回る。この間、新浜松駅の高架化とルート変更、運転所要時分の短縮（全線で11分）が行われている。
表中、1975年（昭和50年）以降の最高値を赤色で、最高値を記録した年度以降の最低値を青色で、最高値を記録した年度以前の最低値を緑色で表記している。
| 年度別輸送実績     | 年度別輸送実績             | 年度別輸送実績             | 年度別輸送実績             | 年度別輸送実績             | 年度別輸送実績 | 年度別輸送実績 | 年度別輸送実績                                |
| 年 度              | 輸送実績（乗車人員）：万人 | 輸送実績（乗車人員）：万人 | 輸送実績（乗車人員）：万人 | 輸送実績（乗車人員）：万人 | 輸送密度 人/日 | 貨物輸送量 万t | 特 記 事 項                                   |
| ------------------ | -------------------------- | -------------------------- | -------------------------- | -------------------------- | -------------- | -------------- | --------------------------------------------- |
| 年 度              | 通勤定期                   | 通学定期                   | 定期外                     | 合 計                      | 輸送密度 人/日 | 貨物輸送量 万t | 特 記 事 項                                   |
| 1963年（昭和38年） |                            |                            |                            | 1116                       |                |                | 旅客輸送実績最高値を記録                      |
| 1975年（昭和50年） | 316.6                      | 184.9                      | 432.5                      | 934.0                      | 11,221         | 1.6            |                                               |
| 1976年（昭和51年） | 305.2                      | 180.4                      | 437.2                      | 922.8                      | 10,808         | 0.03           | 貨物営業廃止                                  |
| 1977年（昭和52年） | 299.4                      | 175.1                      | 409.4                      | 884.1                      | 11,658         | 0.0            |                                               |
| 1978年（昭和53年） | 297.7                      | 175.2                      | 412.6                      | 885.6                      | 10,193         | 0.0            |                                               |
| 1979年（昭和54年） | 299.7                      | 168.9                      | 409.2                      | 877.9                      | 9,904          | 0.0            |                                               |
| 1980年（昭和55年） | 289.7                      | 174.6                      | 405.2                      | 869.6                      | 9,586          | 0.0            |                                               |
| 1981年（昭和56年） | 277.3                      | 167.3                      | 398.5                      | 843.2                      | 9,046          | 0.0            |                                               |
| 1982年（昭和57年） | 262.5                      | 153.5                      | 394.6                      | 810.6                      | 8,934          | 0.0            |                                               |
| 1983年（昭和58年） | 244.6                      | 140.0                      | 384.9                      | 769.5                      | 8,662          | 0.0            | 新浜松 - 西鹿島間の所要時間を43→40分に短縮    |
| 1984年（昭和59年） | 219.3                      | 134.6                      | 384.0                      | 737.9                      | 8,371          | 0.0            |                                               |
| 1985年（昭和60年） | 208.2                      | 130.7                      | 400.0                      | 738.9                      | 8,530          | 0.0            | 新浜松高架新線開業 新浜松 - 西鹿島間40→36分に |
| 1986年（昭和61年） | 217.8                      | 141.7                      | 434.7                      | 794.2                      | 8,914          | 0.0            |                                               |
| 1987年（昭和62年） | 222.4                      | 146.3                      | 452.6                      | 821.3                      | 9,260          | 0.0            |                                               |
| 1988年（昭和63年） | 215.0                      | 175.1                      | 485.3                      | 875.4                      | 9,927          | 0.0            |                                               |
| 1989年（平成元年） | 215.8                      | 176.4                      | 499.3                      | 891.5                      | 10,062         | 0.0            | プリペイドカード「ETカード」導入              |
| 1990年（平成2年）  | 204.0                      | 187.7                      | 536.3                      | 928.0                      | 10,476         | 0.0            | 新浜松 - 西鹿島間の所要時間を36→32分に短縮    |
| 1991年（平成3年）  | 203.7                      | 189.8                      | 564.7                      | 958.2                      | 10,902         | 0.0            |                                               |
| 1992年（平成4年）  | 203.4                      | 199.4                      | 573.4                      | 976.2                      | 11,417         | 0.0            |                                               |
| 1993年（平成5年）  | 197.9                      | 196.3                      | 582.9                      | 977.1                      | 11,489         | 0.0            |                                               |
| 1994年（平成6年）  | 191.8                      | 195.7                      | 587.1                      | 974.6                      | 11,552         | 0.0            |                                               |
| 1995年（平成7年）  | 189.2                      | 189.6                      | 588.1                      | 966.9                      | 11,313         | 0.0            |                                               |
| 1996年（平成8年）  | 187.8                      | 182.0                      | 602.9                      | 972.7                      | 11,314         | 0.0            |                                               |
| 1997年（平成9年）  | 189.7                      | 169.4                      | 593.1                      | 952.2                      | 10,891         | 0.0            |                                               |
| 1998年（平成10年） | 186.7                      | 170.1                      | 596.1                      | 952.9                      | 10,949         | 0.0            |                                               |
| 1999年（平成11年） | 183.2                      | 166.2                      | 586.5                      | 935.9                      | 10,780         | 0.0            |                                               |
| 2000年（平成12年） | 199.6                      | 167.3                      | 578.7                      | 945.6                      | 11,022         | 0.0            |                                               |
| 2001年（平成13年） | 197.8                      | 170.5                      | 584.2                      | 952.5                      | 11,219         | 0.0            |                                               |
| 2002年（平成14年） | 192.9                      | 153.7                      | 577.3                      | 923.9                      | 10,916         | 0.0            |                                               |
| 2003年（平成15年） | 195.0                      | 163.1                      | 576.3                      | 934.4                      | 10,800         | 0.0            |                                               |
| 2004年（平成16年） | 195.2                      | 163.2                      | 581.0                      | 939.4                      | 10,986         | 0.0            | ICカード「ナイスパス」導入                    |
| 2005年（平成17年） | 192.2                      | 159.3                      | 574.1                      | 925.6                      | 10,878         | 0.0            |                                               |
| 2006年（平成18年） | 196.2                      | 158.3                      | 580.0                      | 934.5                      | 11,012         | 0.0            |                                               |
| 2007年（平成19年） | 204.5                      | 153.7                      | 612.6                      | 970.8                      |                | 0.0            |                                               |
| 2008年（平成20年） | 208.8                      | 150.8                      | 610.4                      | 970.0                      |                | 0.0            |                                               |
| 2009年（平成21年） | 203.1                      | 150.2                      | 572.8                      | 926.0                      | 10,910         | 0.0            |                                               |
| 2010年（平成22年） | 196.8                      | 151.3                      | 563.1                      | 911.2                      | 10,752         | 0.0            |                                               |
| 2011年（平成23年） |                            |                            |                            | 910.0                      |                |                |                                               |
| 2012年（平成24年） | 214.5                      | 147.6                      | 575.1                      | 937.3                      | 11,008         | 0.0            |                                               |
| 2013年（平成25年） | 214.2                      | 153.8                      | 570.3                      | 938.3                      | 11,108         | 0.0            |                                               |
| 2014年（平成26年） | 232.8                      | 159.6                      | 527.7                      | 965.2                      | 11,359         | 0.0            |                                               |
| 2015年（平成27年） | 239.9                      | 158.1                      | 584.3                      | 982.2                      | 11,478         | 0.0            |                                               |
| 2016年（平成28年） | 249.1                      | 156.3                      | 583.2                      | 988.6                      | 11,492         | 0.0            |                                               |
| 2017年（平成29年） | 254.9                      | 160.6                      | 588.3                      | 1,003.9                    | 11,677         | 0.0            |                                               |
| 2018年（平成30年） | 259.3                      | 165.0                      | 597.6                      | 1,022.0                    | 11,955         | 0.0            |                                               |
| 2019年（令和元年） | 274.4                      | 168.4                      | 586.7                      | 1,029.4                    | 11,910         | 0.0            |                                               |
| 2020年（令和2年）  | 239.8                      | 136.1                      | 353.8                      | 729.7                      | 8,521          | 0.0            |                                               |

鉄道統計年報（国土交通省鉄道局監修）より抜粋

### 営業成績
遠州鉄道鉄道線の営業成績を下表に記す。最高値を赤色で、最高値を記録した年度以降の最低値を青色で、最高値を記録した年度以前の最低値を緑色で表記している。
| 年度別営業成績     | 年度別営業成績     | 年度別営業成績     | 年度別営業成績     | 年度別営業成績     | 年度別営業成績     | 年度別営業成績    | 年度別営業成績 | 年度別営業成績 | 年度別営業成績 | 年度別営業成績 | 年度別営業成績 |
| 年 度              | 旅客運賃収入：千円 | 旅客運賃収入：千円 | 旅客運賃収入：千円 | 旅客運賃収入：千円 | 旅客運賃収入：千円 | 貨物運輸収入 千円 | 運輸雑収 千円  | 営業収益 千円  | 営業経費 千円  | 営業損益 千円  | 営業 係数      |
| ------------------ | ------------------ | ------------------ | ------------------ | ------------------ | ------------------ | ----------------- | -------------- | -------------- | -------------- | -------------- | -------------- |
| 年 度              | 通勤定期           | 通学定期           | 定 期 外           | 手小荷物           | 合 計              | 貨物運輸収入 千円 | 運輸雑収 千円  | 営業収益 千円  | 営業経費 千円  | 営業損益 千円  | 営業 係数      |
| 1975年（昭和50年） | 348,760            | ←←←←               | 501,678            | 3,727              | 854,165            | 3,646             | 11,087         | 868,898        |                |                |                |
| 1976年（昭和51年） | 360,275            | ←←←←               | 521,860            | 4,197              | 886,332            | 215               | 14,122         | 900,669        |                |                |                |
| 1977年（昭和52年） | 412,701            | ←←←←               | 579,886            | 3,884              | 996,472            | 0                 | 34,680         | 1,031,153      |                |                |                |
| 1978年（昭和53年） | 416,740            | ←←←←               | 607,242            | 4,428              | 1,028,410          | 0                 | 21,393         | 1,049,804      |                |                |                |
| 1979年（昭和54年） | 462,991            | ←←←←               | 673,414            | 3,873              | 1,140,278          | 0                 | 18,326         | 1,158,606      |                |                |                |
| 1980年（昭和55年） | 487,583            | ←←←←               | 743,922            | 8,464              | 1,239,969          | 0                 | 19,964         | 1,142,217      |                |                |                |
| 1981年（昭和56年） | 491,827            | ←←←←               | 699,673            | 2,771              | 1,194,271          | 0                 | 21,166         | 1,215,438      |                |                |                |
| 1982年（昭和57年） | 471,237            | ←←←←               | 703,934            | 2,594              | 1,177,764          | 0                 | 27,257         | 1,205,021      |                |                |                |
| 1983年（昭和58年） | 478,331            | ←←←←               | 737,533            | 2,050              | 1,217,915          | 0                 | 32,216         | 1,250,130      |                |                |                |
| 1984年（昭和59年） | 449,506            | ←←←←               | 740,997            | 1,915              | 1,192,418          | 0                 | 37,259         | 1,229,676      |                |                |                |
| 1985年（昭和60年） | 432,557            | ←←←←               | 783,162            | 1,447              | 1,217,166          | 0                 | 39,487         | 1,256,653      |                |                |                |
| 1986年（昭和61年） | 452.830            | ←←←←               | 841,245            | 878                | 1,294,953          | 0                 | 39,646         | 1,334,599      |                |                |                |
| 1987年（昭和62年） | 307,335            | 162,298            | 881,012            | 524                | 1,351,169          | 0                 | 34,028         | 1,385,197      |                |                |                |
| 1988年（昭和63年） | 311,594            | 189,050            | 939,635            | 474                | 1,440,753          | 0                 | 31,235         | 1,471,988      |                |                |                |
| 1989年（平成元年） | 328,474            | 198,886            | 986,033            | 480                | 1,513,873          | 0                 | 34,089         | 1,547,962      |                |                |                |
| 1990年（平成2年）  | 308,553            | 213,006            | 1,041,651          | 502                | 1,563,712          | 0                 | 43,124         | 1,606,836      |                |                |                |
| 1991年（平成3年）  | 315,787            | 215,901            | 1,128,989          | 499                | 1,661,176          | 0                 | 53,167         | 1,714,343      |                |                |                |
| 1992年（平成4年）  | 316,965            | 228,308            | 1,156,807          | 467                | 1,702,547          | 0                 | 59,366         | 1,761,913      |                |                |                |
| 1993年（平成5年）  | 307,176            | 226,883            | 1,193,700          | 318                | 1,728,077          | 0                 | 55,844         | 1,783,921      |                |                |                |
| 1994年（平成6年）  | 298,280            | 224,425            | 1,207,794          | 184                | 1,730,683          | 0                 | 63,318         | 1,794,001      |                |                |                |
| 1995年（平成7年）  | 291,018            | 222,027            | 1,221,213          | 153                | 1,734,411          | 0                 | 72,057         | 1,806,468      |                |                |                |
| 1996年（平成8年）  | 285,356            | 215,523            | 1,248,336          | 152                | 1,749,367          | 0                 | 63,692         | 1,813,059      |                |                |                |
| 1997年（平成9年）  | 287,231            | 200,334            | 1,242,306          | 149                | 1,730,020          | 0                 | 66,956         | 1,796,976      |                |                |                |
| 1998年（平成10年） | 282,397            | 202,425            | 1,221,437          | 151                | 1,706,410          | 0                 | 63,723         | 1,770,133      |                |                |                |
| 1999年（平成11年） | 273,109            | 200,815            | 1,207,264          | 154                | 1,681,342          | 0                 | 61,761         | 1,743,103      |                |                |                |
| 2000年（平成12年） | 282,054            | 198,085            | 1,194,339          | 170                | 1,674,648          | 0                 | 65,391         | 1,740,039      |                |                |                |
| 2001年（平成13年） | 277,588            | 203,633            | 1,206,715          | 188                | 1,688,124          | 0                 | 67,325         | 1,755,449      |                |                |                |
| 2002年（平成14年） | 269,223            | 184,791            | 1,190,611          | 141                | 1,644,766          | 0                 | 64,263         | 1,709,029      |                |                |                |
| 2003年（平成15年） | 262,240            | 192,465            | 1,192,493          | 139                | 1,647,337          | 0                 | 61,647         | 1,708,984      |                |                |                |
| 2004年（平成16年） | 261,443            | 195,308            | 1,205,660          | 137                | 1,662,548          | 0                 | 55,989         | 1,718,537      |                |                |                |
| 2005年（平成17年） | 256,769            | 191,575            | 1,200,207          | 125                | 1,648,676          | 0                 | 62,941         | 1,711,617      |                |                |                |
| 2006年（平成18年） | 263,630            | 189,259            | 1,223,112          | 125                | 1,676,001          | 0                 | 66,356         | 1,742,482      | 1,436,992      | 305,490        | 82.5           |
| 2007年（平成19年） | 458,555            | ←←←←               | 1,183,693          | 123                | 1,642,372          | 0                 | 66,691         | 1,709,063      | 1,400,921      | 308,142        | 82.0           |
| 2008年（平成20年） | 453,437            | ←←←←               | 1,168,147          | 120                | 1,621,705          | 0                 | 69,137         | 1,690,842      | 1,409,743      | 281,099        | 83.4           |
| 2009年（平成21年） | 272,616            | 173,416            | 1,090,301          | 115                | 1,536,448          | 0                 | 65,548         | 1,601,996      | 1,326,850      | 275,146        | 82.8           |
| 2010年（平成22年） | 439,548            | ←←←←               | 1,060,009          | 108                | 1,499,666          | 0                 | 64,710         | 1,564,376      | 1,289,205      | 275,171        | 82.4           |
| 2011年（平成23年） |                    |                    |                    |                    |                    |                   |                |                |                |                |                |
| 2012年（平成24年） | 445,274            | ←←←←               | 1,084,206          | 101                | 1,529,581          | 0                 | 74,761         | 1,604,342      | 1,352,774      | 251,568        | 84.3           |
| 2013年（平成25年） | 453,815            | ←←←←               | 1,080,479          | 100                | 1,534,394          | 0                 | 80,429         | 1,614,823      | 1,465,185      | 149,638        | 90.7           |
| 2014年（平成26年） | 478,217            | ←←←←               | 1,068,422          | 99                 | 1,546,738          | 0                 | 74,915         | 1,621,653      | 1,435,739      | 185,914        | 88.5           |
| 2015年（平成27年） | 481,627            | ←←←←               | 1,098,078          | 100                | 1,579,805          | 0                 | 79,143         | 1,658,948      | 1,496,650      | 162,298        | 90.2           |
| 2016年（平成28年） | 490,576            | ←←←←               | 1,103,989          | 99                 | 1,594,665          | 0                 | 82,311         | 1,676,976      | 1,501,736      | 175,240        | 89.6           |
| 2017年（平成29年） | 500,552            | ←←←←               | 1,130,515          | 81                 | 1,631,148          | 0                 | 92,440         | 1,723,588      | 1,526,735      | 196,852        | 88.6           |
| 2018年（平成30年） | 513,173            | ←←←←               | 1,154,997          | 77                 | 1,668,247          | 0                 | 94,903         | 1,763,150      | 1,553,020      | 210,130        | 88.1           |
| 2019年（令和元年） | 525,445            | ←←←←               | 1,122,249          | 79                 | 1,647,773          | 0                 | 92,983         | 1,740,756      | 1,541,859      | 198,897        | 88.6           |
| 2020年（令和2年）  | 451,473            | ←←←←               | 631,450            | 80                 | 1,083,003          | 0                 | 71,884         | 1,154,888      | 1,346,566      | △191,677       | 116.6          |

鉄道統計年報（国土交通省鉄道局監修）より抜粋

## 駅一覧
正式名称に「遠州」のつく駅が多い。これらの駅は近隣の病院名が由来の遠州病院駅を除き、各種表示や車内放送などで「遠州」が省略されることがある。
- 全駅静岡県浜松市内に存在。
- 線路（全線単線） … ◇・∨・∧：列車交換可、｜：交換不可

| 駅番号 | 駅名           | 駅間 キロ | 営業 キロ | 駅間 最高 速度 (km/h) | 接続路線                                                   | 線路 | 所在地 |
| ------ | -------------- | --------- | --------- | --------------------- | ---------------------------------------------------------- | ---- | ------ |
| ET01   | 新浜松駅       | -         | 0.0       | -                     | 東海旅客鉄道： 東海道新幹線・CA 東海道本線（浜松駅: CA34） | ∨    | 中央区 |
| ET02   | 第一通り駅     | 0.5       | 0.5       | 55                    |                                                            | ｜   | 中央区 |
| ET03   | 遠州病院駅     | 0.3       | 0.8       | 50                    |                                                            | ◇    | 中央区 |
| ET04   | 八幡駅         | 0.8       | 1.6       | 65                    |                                                            | ◇    | 中央区 |
| ET05   | 助信駅         | 0.8       | 2.4       | 70                    |                                                            | ◇    | 中央区 |
| ET06   | 曳馬駅         | 1.0       | 3.4       | 70                    |                                                            | ◇    | 中央区 |
| ET07   | 上島駅         | 1.1       | 4.5       | 70                    |                                                            | ◇    | 中央区 |
| ET08   | 自動車学校前駅 | 0.8       | 5.3       | 65                    |                                                            | ◇    | 中央区 |
| ET09   | さぎの宮駅     | 1.3       | 6.6       | 70                    |                                                            | ◇    | 中央区 |
| ET10   | 積志駅         | 1.2       | 7.8       | 70                    |                                                            | ◇    | 中央区 |
| ET11   | 遠州西ヶ崎駅   | 1.4       | 9.2       | 70                    |                                                            | ◇    | 中央区 |
| ET12   | 遠州小松駅     | 1.0       | 10.2      | 70                    |                                                            | ◇    | 浜名区 |
| ET13   | 浜北駅         | 1.0       | 11.2      | 70                    |                                                            | ◇    | 浜名区 |
| ET14   | 美薗中央公園駅 | 0.8       | 12.0      | 70                    |                                                            | ｜   | 浜名区 |
| ET15   | 遠州小林駅     | 1.3       | 13.3      | 70                    |                                                            | ◇    | 浜名区 |
| ET16   | 遠州芝本駅     | 1.7       | 15.0      | 70                    |                                                            | ◇    | 浜名区 |
| ET17   | 遠州岩水寺駅   | 1.3       | 16.3      | 70                    |                                                            | ◇    | 浜名区 |
| ET18   | 西鹿島駅       | 1.5       | 17.8      | 65                    | 天竜浜名湖鉄道：■ 天竜浜名湖線                             | ∧    | 天竜区 |

### 廃止区間
浜松市中心街の高架化に伴うルート変更により1985年12月1日廃止。駅名はその前日時点のもの。
新浜松駅 - 遠州馬込駅 - 遠州浜松信号場（旧・遠州浜松駅） - 遠鉄浜松駅

### 廃止駅
廃止区間の駅は前節参照。
- 遠州新村駅（さぎの宮駅 - 積志駅間）
- 遠州道本駅（浜北駅〈当時、美薗中央公園駅は未開業〉 - 遠州小林駅間）

### 過去の接続路線
- 遠州馬込駅（現在は廃駅）：中ノ町線 - 1937年2月18日廃止。
- 遠鉄浜松駅（現・遠州病院駅）：奥山線 - 1964年11月1日廃止。
- 遠州西ヶ崎駅：笠井線 - 1944年廃止。
- 遠州貴布禰駅（現・浜北駅）：西遠鉄道（貴布禰駅） - 1937年10月6日廃止。